# 文久3年乾退助暗殺未遂事件

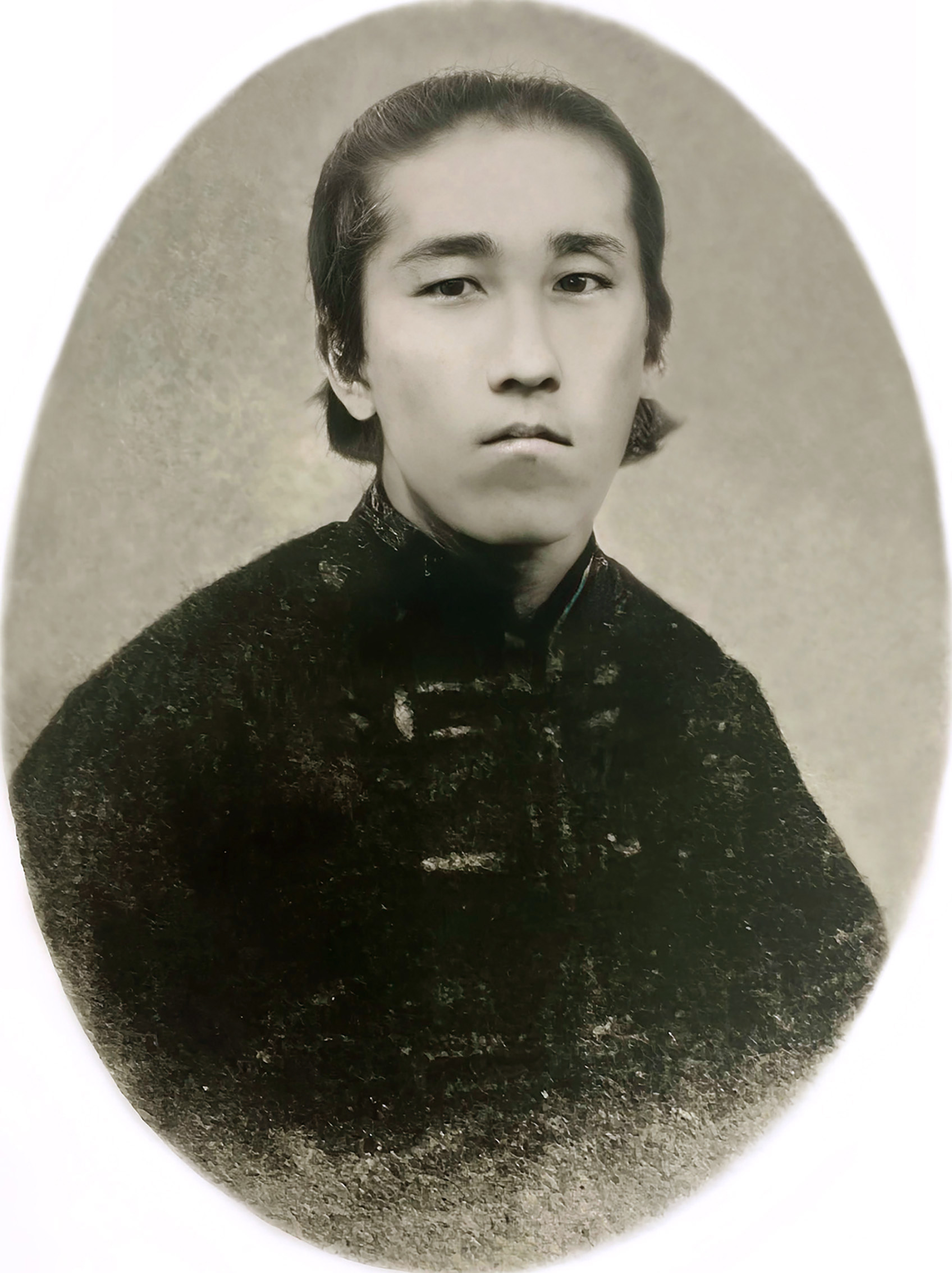
板垣退助（1870年頃撮影）

文久3年乾退助暗殺未遂事件（ぶんきゅう3ねんいぬいたいすけあんさつみすいじけん）とは、1863年（文久3年2月）、京都で土佐勤王党が乾退助（板垣退助）の暗殺を企てた事件。板垣を標的とした暗殺未遂事件は計6回あり、その初回に該当する。

## 背景

### 山内容堂の復権
安政の大獄によって隠居謹慎をしていた土佐藩前藩主・山内容堂は、文久2年4月25日（1862年）許された。同年10月28日（1862年12月19日）、三条実美が勅使として江戸に下向し、孝明天皇の命として幕府に攘夷の決行を迫った。これを受けて将軍・徳川家茂が翌年上洛することになると、容堂も将軍上洛の御供を命ぜられた。将軍の上洛は実に229年振りの椿事であった。容堂は江戸から黒田藩の大鵬丸を使って海路大坂へ登り、陸路をへて京都へ向かうことになる。この時、御供を仰つけられたのが、武市瑞山の率いる土佐勤王党から選抜された「下士五十人組」であった。

### 土佐勤王党による殺傷事件の激化

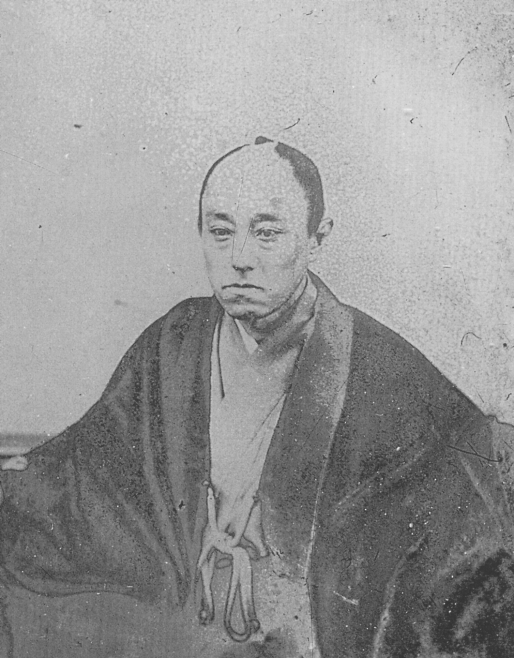
山内容堂

文久2年8月2日（1862年8月26日）、土佐藩主・山内豊範の上洛に扈従していた藩下横目（監察史）井上佐一郎が大坂で岡田以蔵 久松喜代馬、村田忠三郎、田内衛吉、岡本八之助、森田金三郎らに暗殺された。岡田は井上を心斎橋筋の小料理屋「大与（だいよ）」に誘い酔わせたのち路上で絞殺。当初、水死に見せかけようとする犯行であったが、うっかり脇差でとどめを刺してしまったため、道頓堀に投げ捨てられたが他殺体として発見された。その後も閏8月20日、岡田以蔵、島村衛吉、平井収二郎らが京都で本間精一郎を暗殺。閏8月22日、岡田以蔵、村田忠三郎、岡本八之助らが、京都で九条家諸大夫・宇郷玄蕃を暗殺。閏8月29日、岡田以蔵、清岡治之助、阿部多司馬が、京都で目明し文吉を暗殺と殺傷事件が激化した。

## 概略

### 上士勤王隊の結成
文久2年9月18日（1862年）、薩摩・長州・土佐の三藩主が連名で攘夷決行を命ずる勅使の東下を朝廷に建白すると、これが御嘉納あらせられた。10月5日、山内豊範が御所へ参内すると勅使東下の先鋒を命ぜられ天盃を賜る。これにより、10月11日、土佐藩主・山内豊範は、三条実美ら勅使の先鋒として江戸へ向け出立。10月12日、武市瑞山は「柳川左門」と変名し、勅使に付き従い東下。さらに10月14日、土佐勤王党（下士五十人組）は、山内容堂上洛の護衛の命を受け土佐を出発した。ところがその途次、同年11月2日（1862年12月22日）、土佐藩下横目（監察史）・広田章次が伏見で暗殺され、文久2年11月15日（1863年1月4日）小田原で土佐藩士・坂本瀬平との刃傷事件（檜垣清治、田内衛吉、今橋権助による）を起こした。翌11月16日、土佐勤王党（下士五十人組）は、江戸築地の土佐藩下屋敷へ到着したが、山内容堂は護衛役であるはずの土佐勤王党が数々の事件を起こしていることに懸念を示した。そのため同年12月、山内容堂が江戸から京都へ向けて出発する直前、側近の乾退助を召して土佐勤王党に代わる土佐藩上士による「勤王隊」をすぐにでも結成できるか問うた。退助は即座に勤王の志のある上士五十名の名を書き藩庁に提出した。この面々は、乾退助を筆頭に、毛利恭助、小島勘兵衛、茨木源四郎、中山源太兵衛、板坂三右衛門、高屋佐兵衛、小笠原唯八、山地忠七、大黒銀次郎、武市八十衛らが含まれており、これをもとに土佐勤王党とは異なる乾退助を盟主とする「上士勤王隊」が結成された。この隊は俗に「臨時組」とも「上士五十人組」とも呼ばれた。なおこの時、在府しておらず国許の土佐にいた者に関しては辞令が発せられ、大坂にて容堂の来坂を出迎えるよう指示を受けている。
文久3年1月9日（1863年2月26日）、山内容堂は高輪の薩摩藩邸で大久保一蔵（利通）と会見。その中で容堂が勤王の志（京都に己の屍を晒す覚悟）を語ったことで、乾退助と小笠原唯八は涙を流して喜んだと大久保は薩摩藩士・中山中左衛門へ宛てた書簡に記している。翌10日、乾退助は容堂を警護して江戸を出発した。

### 坂本龍馬の脱藩が許される
幕府から土佐藩へ1万両余りの支度金が支給され、筑前黒田藩の大鵬丸を借用し、容堂は乾退助の五十人組（臨時組）を従えて品川より出港するが、途中で悪天候に遭い、文久3年1月11日（1863年2月28日）、下田に入港した。数日間宝福寺を本陣として滞在。この時、容堂と勝海舟が話し会い坂本龍馬の脱藩を許す内諾を行っており、退助も同席している。風が緩やかになるのを待って出航し、海路を大坂に着岸。京へ向った。

### 池内大学暗殺事件
容堂の上洛を待っていた土佐勤王党は、別部隊となる「上士勤王隊」が乾退助によって突如結成されたことに動揺。土佐藩主山内容堂が大坂から京に上る途次、文久3年1月22日（1863年3月11日）、容堂が大坂で池内大学を召して時事談義に及んだ。勤王党員らは、池内大学が安政の大獄で微罪に処されるにとどまったことから、土佐勤王党が疎外されたことに加え、池内が佐幕開国派であることを疑い、容堂と接近することで土佐藩が佐幕派化することに危機感を抱いた。また乾退助を隊長とする「上士勤王隊」は名ばかりの勤王隊で、実際には佐幕開国を誘導するための乾退助による謀略ではないかと感じ、退助の暗殺を企てた。

### 斬奸状と耳

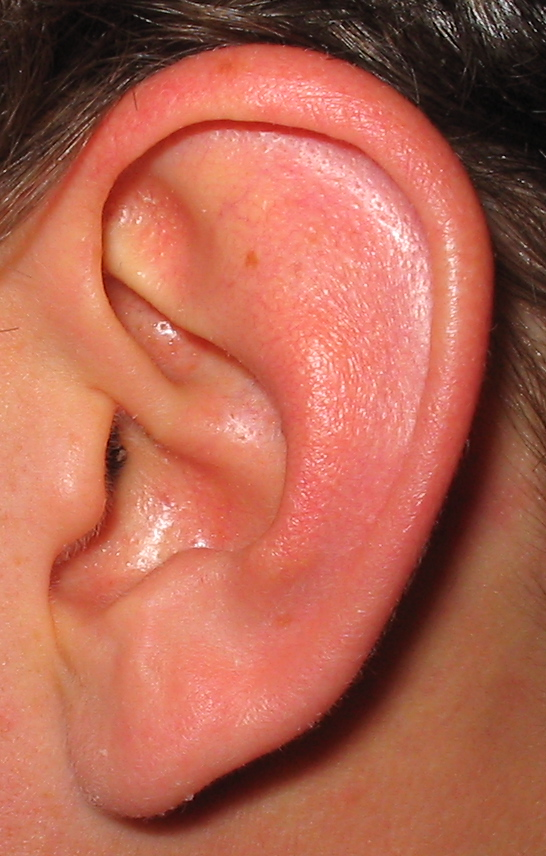
外耳

同日晩、池内大学が駕籠で帰宅する途中、土佐勤王党の四人が池内を待ち伏せし難波橋の上で斬殺。その首は両耳を削がれ梟首された。同月24日（1863年3月13日）、『斬奸状』と共に油紙に包まれた片耳は正親町三条実愛邸へ、もう片耳は中山忠能邸に投げ込まれた。
乾退助は土佐勤王党結成以来、その趣意を理解して交友関係にあったが、これら一連の事件に激怒。退助は土佐勤王党が今後誰かを一人でも暗殺した場合、その巨魁である武市瑞山を殺すと宣言。この発言に驚いた瑞山は、文久3年2月12日（1863年3月30日）、京都の藩邸で乾退助に詰め寄るが、退助は武市瑞山に対して耳を貴人の邸宅に投げ込むなどの野蛮な行為は「勤皇」と云う名を汚すものだと背理をせめ是非を諭した。武市は勤王党が犯人だと決めつけられたことに反発し不快感を示している。

## 暗殺未遂事件とその後の影響

### 命を狙わる

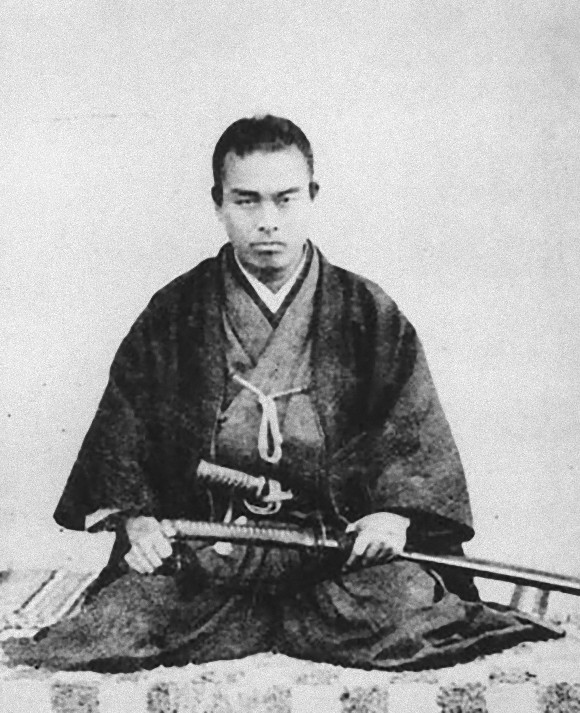
中岡慎太郎

土佐勤王党員は「上士勤王隊（臨時五十人組）」が土佐勤王党に対抗する「第二の勤王党」となり、我々が疎外されるのではないかと感じ、乾退助は土佐勤王党から命を狙われることとなる。しかし、居合と組討ち術に長（た）けた乾退助は身辺を常に警戒し、京都での行動に全く隙を見せなかった。この乾退助と土佐勤王党との緊張関係は、退助が役を罷免されて失脚し、八月十八日の政変後の8月下旬、中岡慎太郎が土佐・中島町の退助宅を訪ねて交誼を結ぶまで続いた。後に中岡は西郷吉之助（隆盛）に対し「土藩の事は乾を起すでなければ何事も出来ぬ」と高く評価している。

### 大楠公墓所へお参り

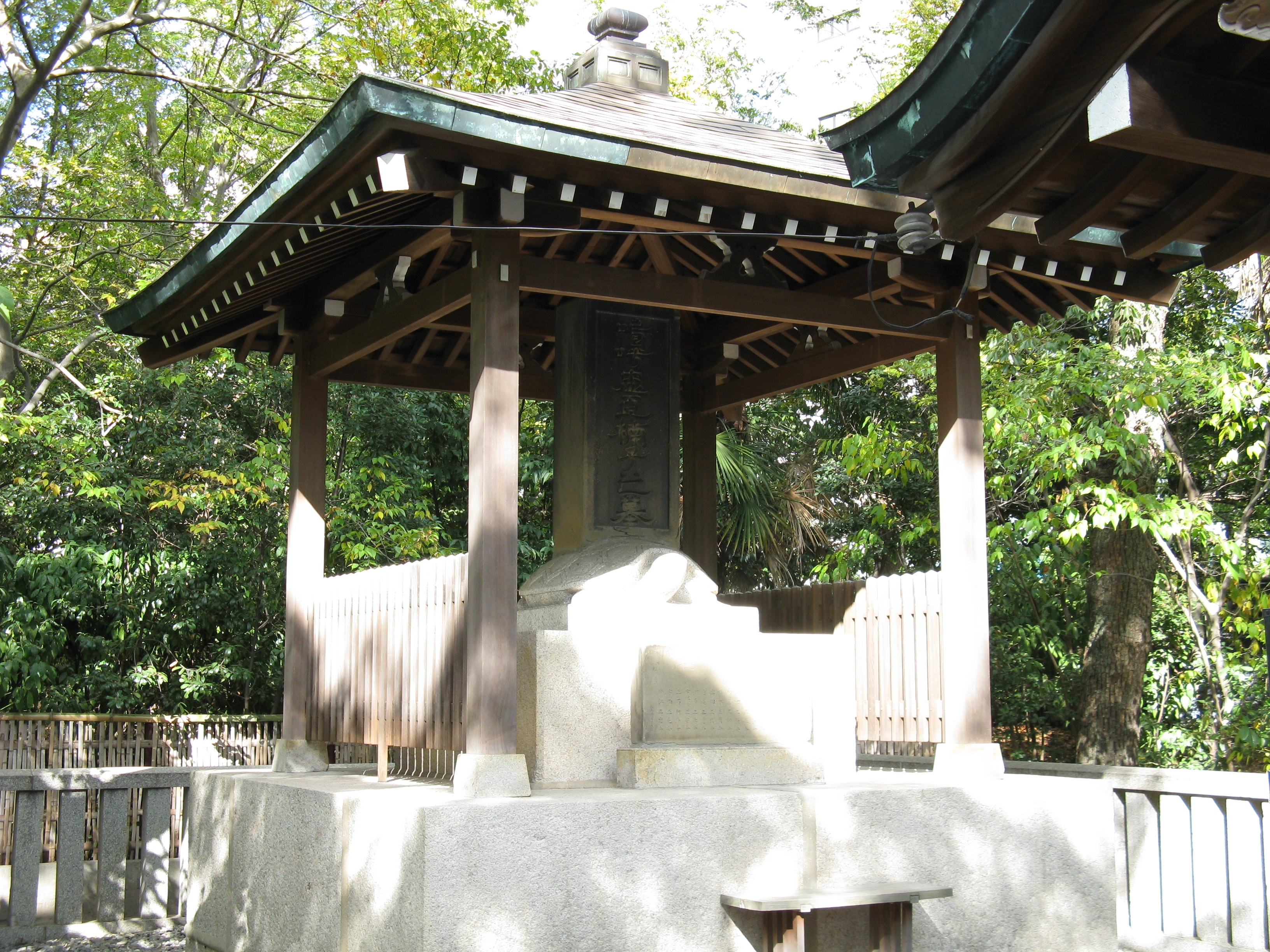
大楠公墓碑

上洛を終えて容堂は3月26日に京都を発し土佐への帰路、文久3年3月28日(1863年5月15日）、山内容堂、乾退助、小笠原唯八（牧野群馬）らは大楠公墓所（現・湊川神社）へお参りした。この時、容堂は楠公を讃える漢詩を詠んで小笠原唯八に下賜している。
容堂が楠公墓へお参りした余韻の覚めやらぬ時、退助は容堂に土佐へ帰国されても吉田東洋一派を藩の重職に一切つかせないよう言上した。その理由は「改革派を再び登用すると、それらの者たちが必ず吉田東洋の仇を討とうとするだろう。そうなると土佐勤王党と軋轢が生じて土佐藩は破滅してしまう」とするものであった。この日、一行は楠公墓をお参りしたあと、日没頃に明石に到着し一泊、4月12日（1863年5月29日）土佐に帰藩した。ところが土佐に帰藩後、容堂は4月26日、乾退助を罷免。土佐勤王党派を一掃し、吉田東洋派を重職につける人事改革を行った。この変貌ぶりに当時の人は容堂を「酔って勤王、覚めては佐幕」だと揶揄している。

### 乾退助と中岡慎太郎の交誼
退助が失脚したことにより中岡慎太郎は、乾退助が勤王派に偽装した「君側の奸」ではないことを悟り、文久3年8月下旬、乾退助を訪ねてその肚を確めた。この時、乾退助は中岡慎太郎に対して「今春、京都に居た私に対して暗殺を企てたことがあったであろう」と訊くと中岡は「滅相もない」と惚けた。すると退助は「国の為にあるいは殺そうとし、あるいは同盟を組もうとする。何の恥じらうことがあろうか」と前置きし「中岡氏は男子たらんや。然らば何故に猶（なお）婦女子の如き言をなせるや（どうして男らしく認めないのか？）」と問われた。すると中岡は「これは心外千万。如何にもあの時は貴殿を殺めんと欲した」と答えた。すると乾退助は却ってこれを誉め「やっと正直に答えてくれたな。そういう男でこそ信頼して胸襟を開き、天下経綸を共に語ることができる」と話し誼を交わした。同年9月5日、中岡慎太郎は脱藩して下からの討幕を、乾退助は重職に復帰することで上からの討幕を目指し、書簡を交わして連絡を密にした。その後、薩土討幕の密約をへて土佐勤王党と「上士勤王隊」は合併し、藩兵として乾退助により士格別撰隊が組織された。この時結成された「士格別撰隊」「軽格別撰隊」は、鳥羽伏見の戦いの後、土佐藩迅衝隊として戊辰戦争を戦い、明治以降はその精鋭が御親兵として明治天皇直属の軍隊として献上された。これが近衛師団となり近代日本陸軍となったため、板垣退助は明治38年、「陸軍創設功労者」として感状を下賜されている。

## その後の板垣退助暗殺未遂事件
この事件の5年後、明治元年板垣退助暗殺未遂事件があり、1882年（明治15年）4月6日には、岐阜の神道中教院門前で、相原尚褧が板垣退助の暗殺を謀った板垣退助岐阜遭難事件、その後も明治17年板垣退助暗殺未遂事件、明治24年板垣退助暗殺未遂事件、明治25年板垣退助暗殺未遂事件が起きた。

## 小説
- 三好徹の小説『板垣退助 -孤雲去りて-』では、中岡慎太郎がこの京都での暗殺計画を認め、岡田以蔵の関与を仄めかしている[23]。
- 門井慶喜の小説『自由は死せず』では、この暗殺未遂事件を、実際の文久3年1月〜2月ではなく、1ヶ月早い文久2年12月の事としている。その為、場所は京都ではなく江戸の土佐藩下屋敷付近の路上で、夜間に岡田以蔵に刀で斬りつけられたことになっている。上士勤王隊が結成前のことになるため、なぜ以蔵が乾退助を斬りつけたのか動機が不明瞭となっている。また、上士隊結成のきっかけとなった広田章次暗殺事件、坂本瀬平との刀傷事件、池内大学暗殺梟首事件なども一切描かれておらず、退助の五十人組の結成も京都到着以降のこととなっているが、作者がなぜこのような設定改変を行ったのか理由は定かではない[24]。